# George Reese
George Reese (ur. 8 maja 1977 w Columbus) – amerykański koszykarz, występujący na pozycjach niskiego lub silnego skrzydłowego.

## Życiorys
Reese swoją przygodę z koszykówką rozpoczął w Independence High School, gdzie szybko wyrósł na gwiazdę. Po udanej grze w John A. Logan Junior College został wybrany do 2nd Team All American, w której znalazł się m.in. z Shawnem Marionem i Steve'em Francisem. W 1998 roku zdecydował się powrócić w rodzinne strony i dołączyć do Ohio State Buckeyes, gdzie grał z gwiazdą NBA Michaelem Reddem. W 1999 roku jego uczelnia zakwalifikowała się do Final Four NCAA.
Do 2004 występował głównie w amerykańskich ligach koszykówki, takich jak IBL, NBDL, CBA, czy USBL. W Europie występował we Francji oraz w Portugalii. Zaliczył też epizod na Filipinach.
Do Polski przybył w 2004. W pierwszym sezonie w barwach Polpharmy Starogard Gdański notował średnio 17,2 punktu na mecz. Następny sezon był jeszcze lepszy – 20 pkt oraz 8 zbiórek na mecz w Stali Ostrów Wielkopolski zaowocowały grą w Meczu Gwiazd 2006 (22 minuty, 14 punktów, 5 zbiórek).
W sezonie 2006/2007 przeniósł się do Niemiec. Grał w zespole Skyliners Frankfurt. Po nieudanym sezonie, w 2007, po rocznej przerwie powrócił do Polski – podpisał kontrakt z AZS Koszalin. W sezonie 2008/2009 po raz drugi wystąpił w Meczu Gwiazd PLK (22 minuty, 12 punktów, 9 zbiórek, 8 asyst). 3 stycznia 2010, podczas 1. kwarty meczu z Polpharmą Starogard Gdański George Reese przekroczył granicę 1000 zdobytych punktów w barwach AZS Koszalin. Przed sezonem 2010/2011 nie przedłużono kontraktu z amerykańskim zawodnikiem. Nie chciał go bowiem trener Charles Barton. Dopiero po odejściu szkoleniowca, 19 października, Reese powrócił do Koszalina.

## Osiągnięcia
College
- Uczestnik rozgrywek NCAA Final Four (1999)[5]
- Mistrz konferencji Big Ten (2000)[5]
- MVP regionu 24. NJCAA (1998)[5]
- Zaliczony do składów:
  - III składu All-Big Ten (2000)[6]
  - II składu NJCAA All-American (1998)[7]
  - NJCAA All-Region XXIV Team (1998)[7]

Drużynowe
- Zdobywca Pucharu Polski (2010)
- Finalista Superpucharu Polski (2010)

Indywidualne
- 4-krotny uczestnik meczu gwiazd PLK (2006, 2009, 2010, 2012)[8]
- Zaliczony do:
- III składu PLK (2011 przez dziennikarzy plk.pl)[9]
- I składu PLK (2006, 2009 przez dziennikarzy polskiKosz.pl)

## Statystyki w PLK
- Sezon 2004/2005 (Polpharma Starogard Gdański): 25 meczów (średnio 17,2 punktu oraz 5,6 zbiórki w ciągu 31,1 minuty)
- Sezon 2005/2006 (Stal Ostrów Wielkopolski): 25 meczów (średnio 20 punktów oraz 8 zbiórek w ciągu 33,4 minuty)
- Sezon 2007/2008 (AZS Koszalin): 27 meczów (średnio 12,3 punktu oraz 4,9 zbiórki w ciągu 29,8 minuty)
- Sezon 2008/2009 (AZS Koszalin): 31 meczów (średnio 15,8 punktu oraz 6,3 zbiórki w ciągu 30,6 minuty)
- Sezon 2009/2010 (AZS Koszalin): 31 meczów (średnio 15,2 punktu oraz 6,4 zbiórki w ciągu 31,5 minuty)
- Sezon 2010/2011 (AZS Koszalin): 23 mecze (średnio 16 punktów oraz 5,3 zbiórki w ciągu 32,3 minuty)
- Sezon 2011/2012 (AZS Koszalin): 40 meczów (średnio 12,8 punktu oraz 4 zbiórki w ciągu 25,1 minuty)